# 1977 في جنوب إفريقيا
فيما يلي قوائم الأحداث التي وقعت خلال عام 1977 في جنوب أفريقيا.

## سياسة

### تعيين في المنصب
- 1 يناير – بيك بوتا عضو الجمعية الوطنية لجنوب أفريقيا ‏،وزير العلاقات الدولية والتعاون الدولي [الإنجليزية]‏.

### انتهاء فترة المنصب
- 11 مايو – بيك بوتا سفير جنوب إفريقيا لدى الولايات المتحدة [الإنجليزية]‏.

## رياضة
- 5 مارس – جائزة جنوب أفريقيا الكبرى 1977 الفائز نيكي لاودا.

## مواليد

### يناير
- 1 يناير – أشلي فانس صحفي أمريكي.
- 1 يناير – ريتشارد ماسون
- 1 يناير – كوني ميتشيل مغنية أسترالية.
- 19 يناير – كانديس هايلبراند
- 20 يناير – باول آدامز لاعب كركيت جنوب أفريقي.
- 21 يناير – برادلي كارنيل لاعب كرة قدم جنوب أفريقي.
- 30 يناير – أليسون هودجكينسون لاعبة كركيت جنوب أفريقية.

### فبراير
- 9 فبراير – ألفونسو توماس لاعب كركيت جنوب أفريقي.
- 14 فبراير – إلمر سيمونز
- 16 فبراير – لورني وارد لاعب رغبي جنوب أفريقي.
- 26 فبراير – أندي هاريس لاعب كرة قدم من المملكة المتحدة.

### مارس
- 2 مارس – أندرو ستراوس لاعب كريكت إنجليزي.
- 11 مارس – يودي سميلان لاعبة كرة قدم جنوب أفريقية.
- 14 مارس – ماثيو بوث لاعب كرة قدم جنوب أفريقي.
- 18 مارس – إدي اندروز لاعب رغبي جنوب أفريقي.
- 22 مارس – غاريث مورغان سياسي جنوب أفريقي.

### أبريل
- 22 أبريل – روبرت هنتر درّاج طريق جنوب أفريقي.
- 24 أبريل – زولا موسيقي جنوب أفريقي.
- 25 أبريل – جويل بولك كاتب من الولايات المتحدة الأمريكية.
- 25 أبريل – جيف كوتزي لاعب كرة مضرب جنوب أفريقي.

### مايو
- 4 مايو – فيليب إندو ملاكم جنوب أفريقي.
- 15 مايو – سيمون ثيرسك سبّاح جنوب أفريقي.
- 17 مايو – ناتالي فولتون لاعبة هوكي حقل جنوب أفريقية.
- 21 مايو – كوينتون فورتشن لاعب كرة قدم جنوب أفريقي.

### يونيو
- 13 يونيو – ميخائيل هوراك

### يوليو
- 8 يوليو – ديفيد كينيماير لاعب كرة قدم جنوب أفريقي.
- 21 يوليو – ليويلين هربرت منافِس أوليمبي جنوب أفريقي.
- 22 يوليو – أوسكار نتواغا لاعب كرة قدم جنوب أفريقي.
- 26 يوليو – روري دونكان لاعب رغبي جنوب أفريقي.

### أغسطس
- 14 أغسطس – اين روبرتس لاعب كرة قدم جنوب أفريقي.

### سبتمبر
- 2 سبتمبر – دين هال لاعب اتحاد رغبي جنوب أفريقي.
- 16 سبتمبر – جيمي كوليزا لاعب كرة قدم جنوب أفريقي.
- 16 سبتمبر – كليمنت مازيبوكو لاعب كرة قدم جنوب أفريقي.

### أكتوبر
- 2 أكتوبر – جوستين كيمب لاعب كركيت جنوب أفريقي.
- 4 أكتوبر – إسحاق هلاتشوايو ملاكم جنوب أفريقي.
- 6 أكتوبر – دانيل تشابالالا لاعب كرة قدم جنوب أفريقي.
- 12 أكتوبر – توني دين سميث مخرج أفلام جنوب أفريقي.

### نوفمبر
- 12 نوفمبر – بيني ماكارثي لاعب كرة قدم جنوب أفريقي.
- 16 نوفمبر – روبن بيل مُجدّف كانوي أسترالي.
- 24 نوفمبر – ماراوان بانتام لاعب كرة قدم جنوب أفريقي.
- 25 نوفمبر – ماكبيث سيبايا لاعب كرة قدم جنوب أفريقي.

### ديسمبر
- 2 ديسمبر – سيابونغا نومفيتي لاعب كرة قدم جنوب أفريقي.
- 7 ديسمبر – ديلرون باكلي لاعب كرة قدم ألماني.
- 25 ديسمبر – مزوليسي يويو ملاكم جنوب أفريقي.
- 31 ديسمبر – إدي فريدريكس لاعب رغبي جنوب أفريقي.

## وفيات

### يناير
- 1 يناير – إرنست ليونارد جونسون (مواليد 1891) عالم فلك جنوب أفريقي.
- 1 يناير – ريج أوسبورن (مواليد 1898) لاعب كرة قدم إنجليزي.

### أغسطس
- 31 أغسطس – سيد أتكينسون (مواليد 1901) رياضي جنوب أفريقي.

### سبتمبر
- 12 سبتمبر – ستيف بيكو (مواليد 1946) نشط في مكافحة الفصل العنصري.